# Uhlhorn-Plakette
Die Uhlhorn-Plakette ist eine Auszeichnung der Evangelisch-lutherischen Landeskirche Hannovers, die für herausragende Dienste in der Diakonie verliehen wird.

## Stiftung
Die Auszeichnung wurde vom früheren Landesbischof Hanns Lilje gestiftet. Sie darf nur verliehen werden, wenn sowohl der Landesbischof als auch Präsident und Direktor des Diakonischen Werkes zustimmen. Sie erinnert an den früheren Oberkonsistorialrat und Abt des Klosters Loccum, Gerhard Uhlhorn.